# Otvoreni sistem (teorija sistema)
Otvoreni sistem je sistem koji ima spoljašnje interakcije. Takve interakcije mogu da budu u vidu informacionog, energetskog, i materijalnog transfera kroz granice sistema, u zavisnosti od discipline koja definiše koncept. Otvoreni sistem stoji u kontrastu sa konceptom izolovanog sistem koji ne razmenjuje energiju, materiju, niti informacije sa svojim okruženjem. Otvoreni sistem je isto tako poznat kao sistem konstantne zapremine, ili protočni sistem.
Koncept otvorenog sistema je formalizovan unutar okvira koji omogućava međusobno povezivanje teorije organizma, termodinamike, i evolucione teorije. Ovaj koncept je bio proširen nakon razvoja informacione teorije i subsekventno teorije sistema. U današnje vreme ovaj koncept nalazi primenu u prirodnim i društvenim naukama.
U prirodnim naukama otvoreni sistem je onaj čija granica je propusna za energiju i masu. U termodinamici zatvoreni sistem, u kontrastu s njim, je propustan za energiju, ali ne i za masu. 
Otvoreni sistemi imaju brojne konsekvence. Zatvoreni sistem sadrži ograničene zalihe energije. Definicija otvorenog sistema podrazumeva da su zalihe energije neiscrpne; u praksi, ova energija se snabdeva iz izvora u okruženju, koji se može tretirati kao beskonačan za potrebe date studije. Jedan tip otvorenog sistema je sistem energije zračenja, koji prima svoju energiju putem solarne radijacije – energetskog izvora koji se može smatrati neiscrpnim za sve praktične svrhe.

## Literatura
- Khalil, E.L. (1995). Nonlinear thermodynamics and social science modeling: fad cycles, cultural development and identificational slips.  The American Journal of Economics and Sociology, Vol. 54, Issue 4, pp. 423–438.
- Weber, B.H. (1989).  Ethical Implications Of The Interface Of Natural And Artificial Systems. Delicate Balance: Technics, Culture and Consequences:  Conference Proceedings for the Institute of Electrical and Electronic Engineers.